# Massachusetts Route 128
Pour les articles homonymes, voir Route 128.
La Massachusetts Route 128, souvent simplement appelée Route 128, est une route qui contourne Boston sur sa partie ouest. Elle est longue de 92 km et a été tracée en 1927. Dans les années 1970, elle est devenue le symbole de la reconversion industrielle de Boston dans les activités de pointe.

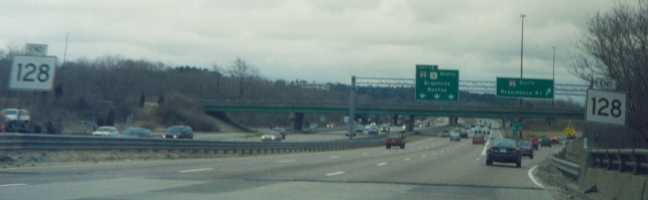
La route 128

## Espace technopolitain
Le pôle de Boston-Cambridge est considéré comme un centre de recherches unique au monde à travers ses nombreux laboratoires dédiés aux nouvelles technologies (informatique, biotechnologie, nucléaire, fibres optiques, électronique, architecture-urbanisme...) des universités de Harvard (dotation capitale estimée à plus de 6 Md$ par an) et du Massachusetts Institute of Technology (72 laboratoires). La "route 128" prolonge ces activités universitaires à travers un tissu d'entreprises dédiées aux nouvelles technologies, mais considérées comme autarciques contrairement au dynamisme rencontré dans la Silicon Valley.
Sur ce corridor de hautes technologies, on retrouve des entreprises telles que Digital Equipment Corporation, Data General, Thermo Electron Corporation, Analog Devices, Computervision, Polaroid, Sun Microsystems, BEA Systems et Raytheon.

## Sources
1. ↑  Michel Goussot, 2000, Les Grandes Villes américaines, Armand Collin, coll. U, Paris
2. ↑  Anna Lee Saxenian, article du magazine Science Humaine, en ligne sur le site
3. ↑  Article de Massachusetts Route 128 de Wikipedia anglophone